# Anthomyia gilvocana
Anthomyia gilvocana este o specie de muște din genul Anthomyia, familia Anthomyiidae. A fost descrisă pentru prima dată de Pandelle în anul 1900.
Este endemică în Poland. Conform Catalogue of Life specia Anthomyia gilvocana nu are subspecii cunoscute.